# خوان الونسو
خوان الونسو (انگلیسی: Juan Alonso; ۱۳ دسامبر ۱۹۲۷ – ۸ سپتامبر ۱۹۹۴) بازیکن فوتبال اهل اسپانیا بود.
از باشگاه‌هایی که در آن بازی کرده‌است می‌توان به باشگاه فوتبال رئال مادرید کاستیا و باشگاه فوتبال رئال مادرید اشاره کرد.
وی همچنین در تیم‌های ملی فوتبال Spain B national football team و اسپانیا بازی کرده‌است.